# Tabanus concurrens
Tabanus concurrens är en tvåvingeart som beskrevs av Walker 1858. Tabanus concurrens ingår i släktet Tabanus och familjen bromsar. Inga underarter finns listade i Catalogue of Life.